# Triumfetta likasiensis
Triumfetta likasiensis är en malvaväxtart som beskrevs av De Wild.. Triumfetta likasiensis ingår i släktet triumfettor, och familjen malvaväxter. Inga underarter finns listade i Catalogue of Life.